# Brampton Honey Badgers
I Brampton Honey Badgers sono una società di pallacanestro canadese con sede a Brampton, nell'Ontario.
Fino al 2022 erano locati ad Hamilton, sempre nell'Ontario.
Fondati nel 2018, dal 2019 disputano il campionato della CEBL.

## Stagioni
| Stagione | Lega | Denominazione          | V  | P  | %    | Piazzamento | Play-off         |
| -------- | ---- | ---------------------- | -- | -- | ---- | ----------- | ---------------- |
| 2019     | CEBL | Hamilton Honey Badgers | 10 | 10 | 50,0 | 4º          | Finale           |
| 2020     | CEBL | Hamilton Honey Badgers | 3  | 3  | 50,0 | 3º          | Semifinale       |
| 2021     | CEBL | Hamilton Honey Badgers | 9  | 5  | 64,3 | 3º          | Quarti di finale |